# Europawahl in den Niederlanden 2019
- PvdD: 1
- GL: 3
- PvdA: 6
- D66: 2
- VVD: 4
- 50PLUS: 1
- CDA: 4
- CU/SGP: 2
- FvD: 3

- PvdD: 1
- GL: 3
- PvdA: 6
- D66: 2
- VVD: 5
- 50PLUS: 1
- CDA: 4
- CU/SGP: 2
- FvD: 4
- PVV: 1

Die Europawahl in den Niederlanden 2019 fand am 23. Mai 2019 im Rahmen der EU-weiten Europawahl 2019 statt.
In den Niederlanden wurden 29 Mandate im Europäischen Parlament vergeben, davon drei Mandate erst nach dem EU-Austritt des Vereinigten Königreichs.

## Wahltermin
Der Wahltermin muss nach Artikel 10 und 11 Direktwahlakt fünf Jahre nach der vorangehenden Europawahl in einem Zeitraum zwischen Donnerstag und Sonntag liegen. Den genauen Termin muss der Rat der EU mindestens ein Jahr vor dem vorgesehenen Termin festlegen. Jeder Mitgliedstaat der Europäischen Union kann innerhalb dieses Zeitraums selbst festlegen, wann in seinem Land die Wahllokale geöffnet sind. In den Niederlanden ist dies in der Regel ein Donnerstag.

## Wahlsystem
Niederländische Rechtsgrundlagen für die Europawahl sind das Wahlgesetz (Kieswet) und die durch Rechtsverordnung erlassenen Ausführungsbestimmungen (Kiesbesluit). Die Wahl erfolgte nach dem Verhältniswahlrecht in einem landesweiten Wahlkreis. Der Wähler gab seine Stimme für einen Kandidaten ab und stimmten damit gleichzeitig für dessen Liste. Die Mandate wurden nach dem D’Hondt-Verfahren auf die Listen verteilt.

### Aktives und passives Wahlrecht
Aktiv wahlberechtigt ist in den Niederlanden, wer
- am Tag der Einreichung der Listen – am 44. Tag vor der Wahl – Niederländer ist, am Wahltag mindestens 18 Jahre alt ist und nicht vom Wahlrecht ausgeschlossen ist oder
- als nichtniederländischer Unionsbürger am Tag der Einreichung der Listen seinen tatsächlichen Wohnsitz im europäischen Teil der Niederlande hat, am Wahltag mindestens 18 Jahre alt ist sowie in den Niederlanden und im Heimatland nicht vom Wahlrecht ausgeschlossen ist.

Wählbar sind Niederländer, außerdem nichtniederländische Unionsbürger mit tatsächlichem Wohnsitz im europäischen Teil der Niederlande. Weitere Voraussetzungen für die Wählbarkeit sind das Mindestalter von 18 Jahren und das Nichtvorliegen eines Ausschlusses vom Wahlrecht.
Im EU-Ausland lebende Niederländer und EU-Ausländer, die in den Niederlanden leben, müssen entscheiden, ob sie in ihrem Heimatland oder im Land, in dem sie wohnen, wählen wollen. Sie werden in den Niederlanden nur auf Antrag als Wähler registriert.

### Sperrklausel
Es bestand eine Sperrklausel in Höhe des sogenannten kiesdeler, dies ist die Zahl aller gültigen Stimmen geteilt durch die Zahl der zu verteilenden Sitze, bei 26 Sitzen also 1/26 oder ca. 3,85 % der Stimmen. Innerhalb der Liste wurden die Sitze den Bewerbern, deren Stimmenzahl mindestens 10 % des kiesdeler beträgt, in der Reihenfolge der Stimmenzahlen zugewiesen. Können so nicht alle Sitze besetzt werden, gehen die restlichen Sitze an die noch nicht gewählten Kandidaten mit den vordersten Listenplätzen.

### Einreichung von Listen
Zur Europawahl konnten politische Parteien am 9. April 2019 (44. Tag vor der Wahl) zwischen 9 und 17 Uhr gegebenenfalls zusammen mit 30 Unterstützungsunterschriften ihre Liste einreichen.

## Ausgangslage

### Scheidendes Parlament
- GUE/NGL (SP, PvdD): 3
- S&D (PvdA): 3
- G/EFA (GL): 2
- ALDE (D66, VVD): 7
- EVP (CDA): 5
- EKR (CU, SGP): 2
- ENF (PVV): 4

| Fraktion                       | Fraktion                                                     | Mandate | Partei                                  | Partei                      | Mandate |
| ------------------------------ | ------------------------------------------------------------ | ------- | --------------------------------------- | --------------------------- | ------- |
|                                | Fraktion der Allianz der Liberalen und Demokraten für Europa | 7 / 26  |                                         | Democraten 66               | 4 / 26  |
|                                | Fraktion der Allianz der Liberalen und Demokraten für Europa | 7 / 26  | Volkspartij voor Vrijheid en Democratie | 3 / 26                      |         |
|                                | Fraktion der Europäischen Volkspartei                        | 5 / 26  |                                         | Christen-Democratisch Appèl | 5 / 26  |
|                                | Europa der Nationen und der Freiheit                         | 4 / 26  |                                         | Partij voor de Vrijheid     | 4 / 26  |
|                                | Fraktion der Progressiven Allianz der Sozialdemokraten       | 3 / 26  |                                         | Partij van de Arbeid        | 3 / 26  |
|                                | Die Linke im Europäischen Parlament – GUE/NGL                | 3 / 26  |                                         | Socialistische Partij       | 2 / 26  |
|                                | Die Linke im Europäischen Parlament – GUE/NGL                | 3 / 26  | Partij voor de Dieren                   | 1 / 26                      |         |
|                                | Die Grünen/Europäische Freie Allianz                         | 2 / 26  |                                         | GroenLinks                  | 2 / 26  |
|                                | Europäische Konservative und Reformer                        | 2 / 26  |                                         | ChristenUnie                | 1 / 26  |
|                                | Europäische Konservative und Reformer                        | 2 / 26  | Staatkundig Gereformeerde Partij        | 1 / 26                      |         |
|                                |                                                              |         |                                         |                             |         |
| Quelle: Europäisches Parlament |                                                              |         |                                         |                             |         |

### Listen und Parteien
Folgende 16 Listen nahmen an der Wahl teil und standen in folgender Reihenfolge auf den Stimmzetteln:
| N. | Liste | Liste                                         | Partei                                        | Partei                                        | Europapartei | Erstplatzierter in der Liste |
| -- | ----- | --------------------------------------------- | --------------------------------------------- | --------------------------------------------- | ------------ | ---------------------------- |
| 1  |       | Democraten 66 (D66)                           | Democraten 66 (D66)                           | Democraten 66 (D66)                           | ALDE         | Sophie in ’t Veld            |
| 2  |       | Christen-Democratisch Appèl (CDA)             | Christen-Democratisch Appèl (CDA)             | Christen-Democratisch Appèl (CDA)             | EVP          | Esther de Lange              |
| 3  |       | Partij voor de Vrijheid (PVV)                 | Partij voor de Vrijheid (PVV)                 | Partij voor de Vrijheid (PVV)                 | –            | Marcel de Graaff             |
| 4  |       | Volkspartij voor Vrijheid en Democratie (VVD) | Volkspartij voor Vrijheid en Democratie (VVD) | Volkspartij voor Vrijheid en Democratie (VVD) | ALDE         | Malik Azmani                 |
| 5  |       | Socialistische Partij (SP)                    | Socialistische Partij (SP)                    | Socialistische Partij (SP)                    | –            | Arnout Hoekstra              |
| 6  |       | Partij van de Arbeid (PvdA)                   | Partij van de Arbeid (PvdA)                   | Partij van de Arbeid (PvdA)                   | SPE          | Frans Timmermans             |
| 7  |       | CU – SGP                                      |                                               | ChristenUnie (CU)                             | ECPM         | Peter van Dalen              |
| 7  |       | CU – SGP                                      | Staatkundig Gereformeerde Partij (SGP)        | ECPM                                          |              | Peter van Dalen              |
| 8  |       | GroenLinks (GL)                               | GroenLinks (GL)                               | GroenLinks (GL)                               | EGP          | Bas Eickhout                 |
| 9  |       | Partij voor de Dieren (PvdD)                  | Partij voor de Dieren (PvdD)                  | Partij voor de Dieren (PvdD)                  | APEU         | Anja Hazekamp                |
| 10 |       | 50PLUS                                        | 50PLUS                                        | 50PLUS                                        | –            | Toine Manders                |
| 11 |       | Jezus Leeft                                   | Jezus Leeft                                   | Jezus Leeft                                   | –            | Florens van der Spek         |
| 12 |       | Denk                                          | Denk                                          | Denk                                          | –            | Ayhan Tonça                  |
| 13 |       | De Groenen                                    | De Groenen                                    | De Groenen                                    | –            | Paul Berendsen               |
| 14 |       | Forum voor Democratie (FvD)                   | Forum voor Democratie (FvD)                   | Forum voor Democratie (FvD)                   | EKR          | Derk Jan Eppink              |
| 15 |       | VandeRegio & Piratenpartij                    |                                               | VandeRegio                                    | –            | Sent Wierda                  |
| 15 |       | VandeRegio & Piratenpartij                    | Piratenpartij                                 | PPEU                                          |              | Sent Wierda                  |
| 16 |       | Volt Nederland                                | Volt Nederland                                | Volt Nederland                                | Volt         | Reinier van Lanschot         |

### Verlauf

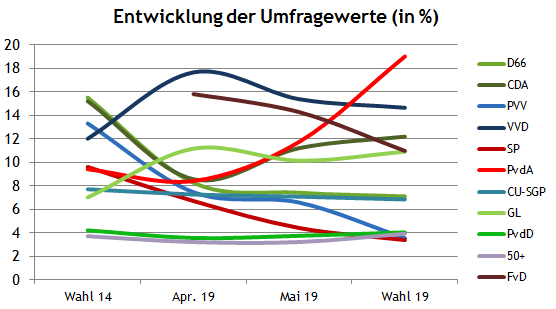
Verlauf der Umfragen von der Wahl 2014 bis zur Wahl 2019

## Umfragen

### Umfrageergebnisse in Prozent
Wahltagsbefragung (Exit-Poll)
| Institut  | Datum        | D66  | CDA  | PVV  | VVD  | SP  | PvdA | CU–SGP | GL   | PvdD | 50+ | FvD  | Sonst. |
| --------- | ------------ | ---- | ---- | ---- | ---- | --- | ---- | ------ | ---- | ---- | --- | ---- | ------ |
| Ipsos     | 23. Mai 2019 | 6,3  | 12,3 | 4,1  | 15,0 | 3,9 | 18,1 | 7,9    | 10,5 | 3,6  | 4,1 | 11,0 | 3,2    |
| GeenPeil  | 23. Mai 2019 | 6,8  | 12,5 | 3,6  | 14,7 | 3,9 | 18,3 | 6,7    | 10,9 | 3,9  | 3,9 | 11,5 | 3,7    |
| Wahl 2014 | 22. Mai 2014 | 15,5 | 15,2 | 13,3 | 12,0 | 9,6 | 9,4  | 7,7    | 7,0  | 4,2  | 3,7 | —    | 2,4    |

Umfragen vor der Wahl
| Institut     | Datum          | D66  | CDA  | PVV  | VVD  | SP  | PvdA | CU–SGP | GL   | PvdD | 50+ | FvD  | Sonstige |
| ------------ | -------------- | ---- | ---- | ---- | ---- | --- | ---- | ------ | ---- | ---- | --- | ---- | -------- |
| Ipsos        | 21. Mai 2019   | 7,6  | 11,5 | 7,2  | 15,6 | 4,5 | 10,4 | 6,6    | 10,3 | 3,2  | 3,3 | 14,9 | 4,7      |
| Peil.nl      | 19. Mai 2019   | 7,5  | 12,5 | 4    | 15   | 4   | 13   | 8      | 8    | 4,5  | 3   | 15   | 5,5      |
| I&O Research | 14. Mai 2019   | 7,1  | 9,6  | 8,5  | 15,5 | 4,7 | 11,8 | 6,6    | 12,1 | 3,5  | 3,3 | 12,9 | 1,8      |
| Ipsos        | 13. Mai 2019   | 8,9  | 11,2 | 6,2  | 16,8 | 4,4 | 11,1 | 5,6    | 9,7  | 3,7  | 3,3 | 15,5 | 3,6      |
| Ipsos        | 29. April 2019 | 6,5  | 9,3  | 9,0  | 18,1 | 5,7 | 7,8  | 7,1    | 9,6  | 4,2  | 3,5 | 16,9 | 2,3      |
| I&O Research | 24. April 2019 | 10,0 | 7,8  | 5,9  | 17,2 | 7,7 | 9,0  | 7,4    | 12,7 | 2,9  | 2,9 | 14,7 | 1,7      |
| Wahl 2014    | 22. Mai 2014   | 15,5 | 15,2 | 13,3 | 12,0 | 9,6 | 9,4  | 7,7    | 7,0  | 4,2  | 3,7 | —    | 2,4      |

### Umfrageergebnisse nach Sitzverteilung
Wahltagsbefragung (Exit-Poll)
| Institut  | Datum        | D66 | CDA | PVV | VVD | SP | PvdA | CU–SGP | GL | PvdD | 50+ | FvD | Sonstige |
| --------- | ------------ | --- | --- | --- | --- | -- | ---- | ------ | -- | ---- | --- | --- | -------- |
| Ipsos     | 23. Mai 2019 | 2   | 4   | 1   | 4   | 1  | 5    | 2      | 3  | —    | 1   | 3   | —        |
| GeenPeil  | 23. Mai 2019 | 2   | 4   | —   | 4   | —  | 6    | 2      | 3  | 1    | 1   | 3   | —        |
| Wahl 2014 | 22. Mai 2014 | 4   | 5   | 4   | 3   | 2  | 3    | 2      | 2  | 1    | —   | —   | —        |

Umfragen vor der Wahl
| Institut     | Datum          | D66 | CDA | PVV | VVD | SP | PvdA | CU–SGP | GL | PvdD | 50+ | FvD | Sonstige |
| ------------ | -------------- | --- | --- | --- | --- | -- | ---- | ------ | -- | ---- | --- | --- | -------- |
| Ipsos        | 21. Mai 2019   | 2   | 3   | 2   | 5   | 1  | 3    | 2      | 3  | —    | —   | 5   | —        |
| Kantar       | 21. Mai 2019   | 2   | 2   | 1   | 5   | 1  | 5    | 1      | 3  | 1    | 1   | 4   | —        |
| Peil.nl      | 19. Mai 2019   | 2   | 4   | 1   | 4–5 | 1  | 4    | 2      | 2  | 1    | —   | 4–5 | —        |
| I&O Research | 14. Mai 2019   | 2   | 3   | 2   | 4   | 1  | 3    | 2      | 3  | 1    | 1   | 4   | —        |
| Ipsos        | 13. Mai 2019   | 2   | 3   | 2   | 5   | 1  | 3    | 2      | 3  | —    | —   | 5   | —        |
| Ipsos        | 29. April 2019 | 2   | 3   | 2   | 5   | 1  | 2    | 2      | 3  | 1    | —   | 5   | —        |
| I&O Research | 24. April 2019 | 3   | 2   | 1   | 5   | 2  | 3    | 2      | 4  | —    | —   | 5   | —        |
| Wahl 2014    | 22. Mai 2014   | 4   | 5   | 4   | 3   | 2  | 3    | 2      | 2  | 1    | —   | —   | —        |

## Ergebnisse
Die regionalen Wahlausschüsse stellten bis zum 28. Mai 2019 die Wahlergebnisse fest. Hieraus ergibt sich folgendes landesweites Ergebnis:
| Listen            | Listen                                        | Stimmen    | %    | +/-  | Mandate | +/-     |
| ----------------- | --------------------------------------------- | ---------- | ---- | ---- | ------- | ------- |
|                   | Partij van de Arbeid (PvdA)                   | 1.045.274  | 19,0 | +9,6 | 6       | +3      |
|                   | Volkspartij voor Vrijheid en Democratie (VVD) | 805.100    | 14,6 | +2,6 | 4 (5)   | +1 (+2) |
|                   | Christen-Democratisch Appèl (CDA)             | 669.555    | 12,2 | −3,0 | 4       | –1      |
|                   | Forum voor Democratie (FvD)                   | 602.507    | 11,0 | Neu  | 3 (4)   | Neu     |
|                   | GroenLinks                                    | 599.283    | 10,9 | +3,9 | 3       | +1      |
|                   | Democraten 66 (D66)                           | 389.692    | 7,1  | −8,4 | 2       | –2      |
|                   | ChristenUnie – SGP (CU-SGP)                   | 375.660    | 6,8  | −0,8 | 2       | ±0      |
|                   | Partij voor de Dieren (PvdD)                  | 220.938    | 4,0  | −0,2 | 1       | ±0      |
|                   | 50PLUS                                        | 215.199    | 3,9  | +0,2 | 1       | +1      |
|                   | Partij voor de Vrijheid (PVV)                 | 194.178    | 3,5  | −9,8 | – (1)   | –4 (-3) |
|                   | Socialistische Partij (SP)                    | 185.224    | 3,4  | −6,3 | –       | –2      |
|                   | Volt Nederland                                | 106.004    | 1,9  | Neu  | –       | Neu     |
|                   | Denk                                          | 60.669     | 1,1  | Neu  | –       | Neu     |
|                   | VandeRegio & Piratenpartij                    | 10.692     | 0,2  | −0,7 | –       | ±0      |
|                   | De Groenen                                    | 9.546      | 0,2  | ±0   | –       | ±0      |
|                   | Jezus Leeft                                   | 8.292      | 0,2  | Neu  | –       | Neu     |
| Gesamt            | Gesamt                                        | 5.497.813  | 100  |      | 26 (29) | – (+3)  |
|                   |                                               |            |      |      |         |         |
| Ungültige Stimmen | Ungültige Stimmen                             | 21.963     | 0,4  | –0,2 |         |         |
| Wähler            | Wähler                                        | 5.519.776  | 41,9 | +4,6 |         |         |
| Wahlberechtigte   | Wahlberechtigte                               | 13.164.688 |      |      |         |         |
|                   |                                               |            |      |      |         |         |
| Quelle: Kiesraad  |                                               |            |      |      |         |         |

Sitze in Klammern werden erst nach dem Brexit vergeben.

## Fraktionen im Europäischen Parlament

### Nach Parteien
| Liste/Partei                   | Liste/Partei                            | Liste/Partei                            | Liste/Partei                            | Mandate | Fraktion |
| ------------------------------ | --------------------------------------- | --------------------------------------- | --------------------------------------- | ------- | -------- |
|                                | Partij van de Arbeid                    | Partij van de Arbeid                    | Partij van de Arbeid                    | 6 / 26  | S&D      |
|                                | Volkspartij voor Vrijheid en Democratie | Volkspartij voor Vrijheid en Democratie | Volkspartij voor Vrijheid en Democratie | 4 / 26  | RE       |
|                                | Christen-Democratisch Appèl             | Christen-Democratisch Appèl             | Christen-Democratisch Appèl             | 4 / 26  | EVP      |
|                                | Forum voor Democratie                   | Forum voor Democratie                   | Forum voor Democratie                   | 3 / 26  | EKR      |
|                                | GroenLinks                              | GroenLinks                              | GroenLinks                              | 3 / 26  | G/EFA    |
|                                | Democraten 66                           | Democraten 66                           | Democraten 66                           | 2 / 26  | RE       |
|                                | CU – SGP                                |                                         | ChristenUnie                            | 1 / 26  | EVP      |
|                                | CU – SGP                                | Staatkundig Gereformeerde Partij        | 1 / 26                                  | EKR     |          |
|                                | Partij voor de Dieren                   | Partij voor de Dieren                   | Partij voor de Dieren                   | 1 / 26  | GUE/NGL  |
|                                | 50PLUS                                  | 50PLUS                                  | 50PLUS                                  | 1 / 26  | EVP      |
|                                |                                         |                                         |                                         |         |          |
| Quelle: Europäisches Parlament |                                         |                                         |                                         |         |          |

### Nach Fraktionen
| Partei | Partei                                                  | Sitze   | Sitze   | Sitze             |
| Partei | Partei                                                  | Anzahl  | +/−     | %                 |
| ------ | ------------------------------------------------------- | ------- | ------- | ----------------- |
|        | Renew Europe (RE)                                       | 6 (+1)  | −1 (±0) | 23,08 % (24,14 %) |
|        | Europäische Volkspartei (EVP)                           | 6       | +1      | 23,08 % (20,69 %) |
|        | Progressive Allianz der Sozialdemokraten (S&D)          | 6       | +3      | 23,08 % (20,69 %) |
|        | Europäische Konservative und Reformer (EKR)             | 4 (+1)  | +2 (+3) | 15,38 % (17,24 %) |
|        | Die Grünen/Europäische Freie Allianz (Grüne/EFA)        | 3       | +1      | 11,54 % (10,34 %) |
|        | Vereinte Europäische Linke/Nordische Grüne Linke (PvdD) | 1       | –2      | 3,84 %0(3,45 %)   |
|        | Identität und Demokratie (ID)                           | 0 (+1)  | neu     | 0 %0(3,45 %)      |
| Gesamt | Gesamt                                                  | 26 (29) | — (+3)  | 100,0             |